# 解孟儒
解孟儒（Shieh Meng Ju，1985年8月12日—）是一名臺灣導演和剪輯師。導演之短片作品《頭七》獲得金穗獎最佳學生團體作品獎提名。曾任職於中影公司，參與過《天台》、《賽德克・巴萊》等大規模電影之後期製作。後成立ZABA眨吧映像製作，從事專職剪輯工作，其剪輯作品題材多元，擅於編排戲劇結構，挑戰不同敘事類型。作品有《緝魂》、《紅衣小女孩2》、《返校》、《聖人大盜》、《痞子英雄2：黎明再起》等片。2019年以電影《人面魚：紅衣小女孩外傳》獲台北電影節2019年臺北電影獎最佳剪輯，同年以電影《返校》入圍第56屆金馬獎最佳剪輯；2020年以Netflix原創影集《誰是被害者》入圍第55屆金鐘獎戲劇類節目剪輯獎及亞洲影藝創意大獎最佳剪輯；2021年以電影《緝魂》獲第58屆金馬獎最佳剪輯獎。

## 電影剪輯作品
- 2024年：《鬼才之道》
- 2023年：《疫起》
- 2022年：《黑的教育》
- 2021年：《緝魂》
- 2019年：《返校》
- 2019年：《聖人大盜》
- 2019年：《江湖無難事》
- 2018年：《人面魚：紅衣小女孩外傳》
- 2018年：《玩命貼圖》
- 2017年：《紅衣小女孩2》
- 2015年：《青田街一號》
- 2014年：《極光之愛》
- 2013年：《一首搖滾上月球》
- 2013年：《蘆葦之歌》
- 2012年：《球愛天空》

## 電視劇（含影集）剪輯作品
- 2023年：《模仿犯》
- 2021年：《逆局》
- 2020年：《誰是被害者》
- 2019年：《極道千金》
- 2019年：《魂囚西門》
- 2017年：《深夜食堂 (亞洲華語版)》

## 導演作品
- 2025年：《泥娃娃》
- 2007年：《頭七》

## 獎項紀錄
| 年份   | 頒獎典禮         | 獎項             | 作品                       | 結果 |
| ------ | ---------------- | ---------------- | -------------------------- | ---- |
| 2019年 | 第21屆台北電影獎 | 最佳剪輯獎       | 《人面魚：紅衣小女孩外傳》 | 獲獎 |
| 2019年 | 第56屆金馬獎     | 最佳剪輯獎       | 《返校》                   | 提名 |
| 2020年 | 第22屆台北電影獎 | 最佳剪輯獎       | 《返校》                   | 提名 |
| 2020年 | 第55屆金鐘獎     | 戲劇類節目剪輯獎 | 《誰是被害者》             | 提名 |
| 2020年 | 亞洲影藝創意大獎 | 最佳剪輯獎       | 《誰是被害者》             | 提名 |
| 2021年 | 第58屆金馬獎     | 最佳剪輯獎       | 《緝魂》                   | 獲獎 |
| 2022年 | 第57屆金鐘獎     | 戲劇類節目剪輯獎 | 《逆局》                   | 提名 |
| 2022年 | 第59屆金馬獎     | 最佳剪輯獎       | 《黑的教育》               | 提名 |
| 2023年 | 第25屆台北電影獎 | 最佳剪輯獎       | 《黑的教育》               | 提名 |
| 2023年 | 第58屆金鐘獎     | 戲劇類節目剪輯獎 | 《模仿犯》                 | 提名 |
| 2023年 | 第60屆金馬獎     | 最佳剪輯獎       | 《疫起》                   | 提名 |
| 2025年 | 第27屆台北電影獎 | 最佳剪輯獎       | 《鬼才之道》               | 提名 |

## 外部連結
- 解孟儒在台灣電影網上的資料（繁體中文）